# Підварки (Переяслав)
50°04′48″ пн. ш. 31°28′47″ сх. д. / 50.08000° пн. ш. 31.47972° сх. д.
Пі́дварки — колишнє село, історична місцевість міста Переяслава. Розташована на лівому березі річки Трубіж.

## Історія

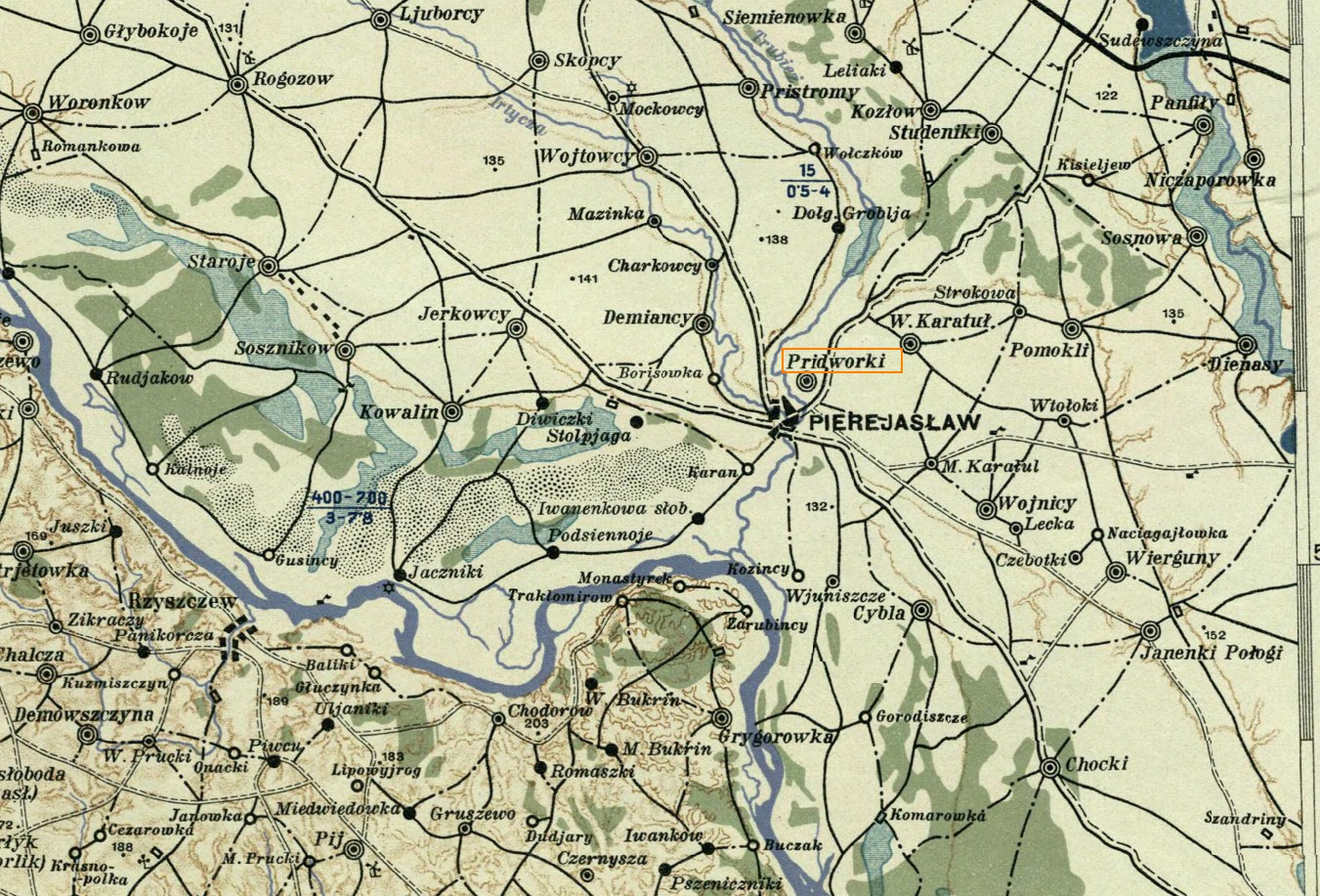

Початково місцевість була відома як Задовгомостецьке передмістя, заселене ще за часів Черняхівської культури.
Відоме колишнє село Підварки також під назвою Прідворкі. На австрійській мапі Operationskarte-R_M4 1912 року Pridworki. Дана назва зафіксована в літературі 1917 року на с. 147. Дослідження назви Прідворкі описано в блозі жителя міста.
До кінця 18 ст. Переяслав зберігав значення фортеці, її вали й рови не раз зазнавали модернізації і були ліквідовані в 19 ст. Навколо укріпленого середмістя сформувалися передмістя — Забашта, Заальтиччя, Задовгомостянське (згодом село Підварки).
У 1932 р. село налічувало 620 дворів, де мешкало 3933 жителі. У ході колективізації було розкуркулено 10 дворів, а майно передане до створених колгоспів: у 1929 р. — ім. Чапаєва та в 1930 р. — ім. Кірова. Згідно з даними обласного архіву, встановлено загальну кількість померлих у с. Підварки у 1932—1933 роках — 470 чоловік.
У червні 1958 р. рішенням виконавчого комітету Київської обласної ради депутатів трудящих № 474 «Про адміністративно територіальні зміни» населені пункти Підварки Підварківської сільради, Бабачиха, Карасірщина Перша і Друга Карасірщина Дем'янецької сільради Переяслав-Хмельницького району включені в межу міста Переяслав, а Підварківська сільрада Переяслав-Хмельницького району ліквідована.